# Moon Chung-hee
Pour les articles homonymes, voir Moon.
Mun Jeong-hee (hangeul : 문정희), née le 25 mai 1947 à Boseong dans le Jeolla du Sud, est une poétesse sud-coréenne.

## Biographie
Mun Jeong-hee est née à Boseong, province de Jeollanam-do, le 25 mai 1947. Elle a fréquenté le lycée de filles de Jinmyeong, puis s'est spécialisée dans la littérature coréenne à l'université de Dongguk, où elle a également enseigné. Alors qu'elle était encore au lycée, elle a publié son premier recueil de poèmes intitulé Kkotsum en 1965. En 1969, elle fait ses débuts dans la littérature lorsque ses poèmes Insomnie (Bulmyeon) et Le Ciel (Haneul) ont été acceptés dans la revue Munhak Wolgan, rubrique des Nouveaux Poètes.
En 1976, elle obtient le Prix de littérature contemporaine (Hyundae Munhak), en 1996 le Prix de poésie Sowol et en 2002 le Prix Jeong Ji-yong.

## Œuvre
La poésie de Mun Jeong-hee révèle une conscience nettement romantique, exprimée dans un langage cristallin, dominé par une interaction complexe d'émotions et de sensations vives. Sa sensibilité poétique, parfois surprenante, est idéalement représenté dans son poème intitulé Chants de Hwangjini (Hwangjini-ui Norae) :
« Non, ce n'est pas ça. Même avec peu de soleil / avec un amour solitaire / c'est la timidité des nouveaux visages / comme des fleurs dans l'herbe / Je veux cogner tout mon corps contre un mur massif / et tomber. »
Les comparaisons et les métaphores sont en tout point subjectives ; elle tente dans ses poèmes d'intérioriser et de dessiner les évolutions et les tourments de ses propres émotions. Son langage figuré est le registre de sa sensibilité, elle traite de façon sensible les thèmes de l'amour romantique, notamment la réticence, la souffrance et la liberté. Dans des poèmes tels que Pomme de terre (Gamja), À mon amour, Samacheon (Saranghaneun samacheon dangsinege) et En regardant la rivière Namhan (Namhangang-eul barabomyeo), elle fait usage des éléments narratifs du conte de fées pour parvenir à une description allégorique de la réalité quotidienne.